# Learning by doing
Learning by doing (Engels voor “leren door te doen”) is een economisch concept dat staat voor het vermogen om tijdens repeterende werkzaamheden de productiviteit te verhogen. De productiviteitsverhogingen worden meestal bereikt door het verkrijgen van ervaring en het doorvoeren van kleine verbeteringen.
Het learning-by-doing-mechanisme is, volgens Kenneth Arrow, hoogleraar en winnaar van de Nobelprijs voor de economie, de motor voor innovaties en technische veranderingen. Dit mechanisme is ook verantwoordelijk groei op de lange termijn.
Bij het lean manufacturing-model (Engels voor slanke productie) is het kaizen, in de basis een learning-by-doing-methode.